# Amyia
Amyia es un género de escarabajos de la familia Buprestidae.

## Especies
- Amyia punctipennis Waterhouse, 1887
- Amyia violacea (Gory & Laporte, 1839)